# Index Kewensis
L'Index Kewensis (IK) és mantingut pel Real Jardí Botànic de Kew: el seu propòsit és registrar tot nom botànic formal ICBN de llavors, fins al rànquing d'espècie i de gènere. Més tard, també va agregar a les famílies i taxons per sota de sp.: taxons per sota de la categoria d'espècie.
Es va començar l'any 1885, amb suplements regulars de nous noms publicats. Una versió digitalitzada del IK ha estat integrada al IPNI, per a consulta online: IPNI les seves entrades es reconeixen per l'acrònim "(IK)".